# Квачук Олександр Вікторович
Квачук Олександр Вікторович (*23 липня 1983, Олександрія) — український велогонщик, майстер спорту міжнародного класу, чемпіон світу серед велосипедистів до 23-х років (2001). Виступає за команду Lampre-ISD.

## Життєпис
Народився в місті Олександрії. Велоспортом почав займатись 1993 року в міській спортивній школі № 1. Перший тренер — В. П. Іванина. У 1997 році вступив до Харківського вищого училища фізичної культури (закінчив у 2002). У 2002 році став студентом Харківського державного педагогічного університету, а в 2004 — Харківської академії фізичної культури.

## Досягнення
Член збірної команди України. Був переможцем та призером багатьох чемпіонатів України. Переможець туру Джиро де Базиліката (2001), володар Кубку світу (2001), переможець туру Джиро дела Луїзіана (2001), призер XV інтернаціональної велогонки (2001), чемпіон світу (2001), срібний призер чемпіонату світу (2001), бронзовий призер першості Європи (2003).

## Джерело
- Кузик. Б. М., Білошапка. В. В. Кіровоградщина: Історія та сучасність центру України. 2 том. — Дніпропетровськ. Арт-Прес, 2005. ISBN 966-348-021-1